# Adesmia aphylla
Adesmia aphylla är en ärtväxtart som beskrevs av Dominique Clos. Adesmia aphylla ingår i släktet Adesmia och familjen ärtväxter. Inga underarter finns listade i Catalogue of Life.